# GP (album)
GP je drugi samostojni album slovenskega glasbenika Guštija, posnet v sodelovanju s Polono Kasal.

## Seznam skladb
1. "D dan"
2. "Ljubljana"
3. "Trip"
4. "Makova polja"
5. "Moje sanje"
6. "Rio"
7. "Tukaj in zdaj"
8. "Živim v veri"
9. "Noč, dan"
10. "Večja"
11. "Sonora"
12. "Vedno zame RMX"

## Zasluge
- Sodelujoči glasbeniki: Blaž Celarec, Peter Dekleva, Miha Guštin, Jani Hace, Ichisan, Polona Kasal, Davor Klarič, Miha Klemenčič, Rok Koritnik, Anže Langus, Vitalij Osmačko, Žare Pak, Mitja Vrhovnik-Smrekar, Matej Wolf, Gregor Zemljič
- Posneto v: Studio Kif Kif in Studio Jork, Dekani
- Producent in tonski tehnik: Žare Pak
- Mix: Grant Austin @ Pavarotti Music Centre, Mostar
- Mastering: Giovanni Versari @ Nautilus Mastering, Milano
- Oblikovanje: Slavimir Stojanović in Ivan Ilić @ Futro

## Kritični odziv
1. ↑   Slapšak, Matic (11. februar 2005). »Gušti in Polona - GP«. ŽVPL. Pridobljeno 19. februarja 2016.